# Tom Wilson (ator)
Tom Wilson (Helena, Montana, 27 de agosto de 1880 – Los Angeles, CA, 19 de fevereiro de 1965) foi um ator norte-americano. Atuou em 254 filmes entre 1915 e 1963. Wilson tinha notáveis papéis coadjuvantes na era do cinema mudo, ao lado do comediante Charles Chaplin e Buster Keaton. No filme de 1921, The Kid (O Garoto BR ou O Garoto de Charlot PT), atuou o seu mais famoso papel, como policial furioso. Após a ascensão do filme sonoro, ele atuou apenas em pequenos papéis ao longo de sua carreira no cinema.

## Filmografia selecionada
- Little Marie (1915)
- The Highbinders (1915)
- The Lucky Transfer (1915)
- The Birth of a Nation (1915)
- The Children Pay (1916)
- Intolerance (1916)
- Hell-to-Pay Austin (1916)
- Pay Me! (1917)
- Shoulder Arms (1918)
- A Dog's Life (1918)
- The Greatest Question (1919)
- A Day's Pleasure (1919)
- Sunnyside (1919)
- The Professor (1919)
- The Kid (1921)
- Red Hot Romance (1922)
- My Wife's Relations (1922)
- Minnie (1922)
- Madame Behave (1925)
- Battling Butler (1926)
- Bring Home the Turkey (1927)
- Riley the Cop (1928)
- Strong Boy (1929)
- Road to Paradise (1930)
- Picture Snatcher (1933)
- Devil's Island (1939)